# Chiesa di San Frediano (Pisa)
La chiesa di San Frediano è un luogo di culto cattolico di Pisa, situato nell'omonima piazza; dal 1999 è la chiesa universitaria della città e dal 2014 affidata alla Compagnia di Gesù.

## Storia
Ricordata come esistente già nel 1061, la chiesa in origine era dedicata anche a san Martino di Tours, ed ebbe annesso un ospedale per l'accoglienza di pellegrini e indigenti.
Dal 1076 al 1561 venne retta dai monaci camaldolesi che edificarono il contiguo monastero. A partire dal loro ingresso fu ricostruita anche la chiesa tra la fine dell'XI secolo e l'inizio del XII secolo, in stile romanico-pisano.
Ai camaldolesi subentrarono i cavalieri di Santo Stefano che la ressero dal 1561 al 1594 e poi, dal 1594, i chierici regolari di San Paolo (o Barnabiti) che vi rimasero fino al 1783. Nel 1589 venne effettuato un importante intervento di ristrutturazione sia esterna (con l'apposizione sulla facciata dello stemma dell'Ordine di Santo Stefano papa e martire), sia interna; anche i Barnabiti apportarono numerose modifiche alla chiesa e al convento e si dedicarono all'educazione della gioventù pisana. Nel 1675, in seguito ad un incendio, vennero rifatti la volta della navata centrale e l'abside in forme barocche.
Nel 1784 la chiesa divenne sede di parrocchia, che inglobò il territorio di quelle della Madonna dei Galletti e dei Santi Felice e Regolo. Dal 1999 è chiesa universitaria, affidata alla Compagnia di Gesù.
Nel XX secolo la chiesa fu oggetto di due importanti restauri: il primo, nel 1921, comportò il riordino della cappelle laterali; il secondo, terminato nel 1964, fu finalizzato al ripristino delle forme romaniche originarie e si concluse con la riconsacrazione da parte dell'arcivescovo di Pisa Ugo Camozzo che ebbe luogo il 9 febbraio dello stesso anno. Nel 2001-2003 vi fu un restauro conservativo interno ed esterno su progetto di Alessandro Baldassari, che nel 2006-2008 curò la realizzazione dell'attuale area presbiterale.

## Descrizione

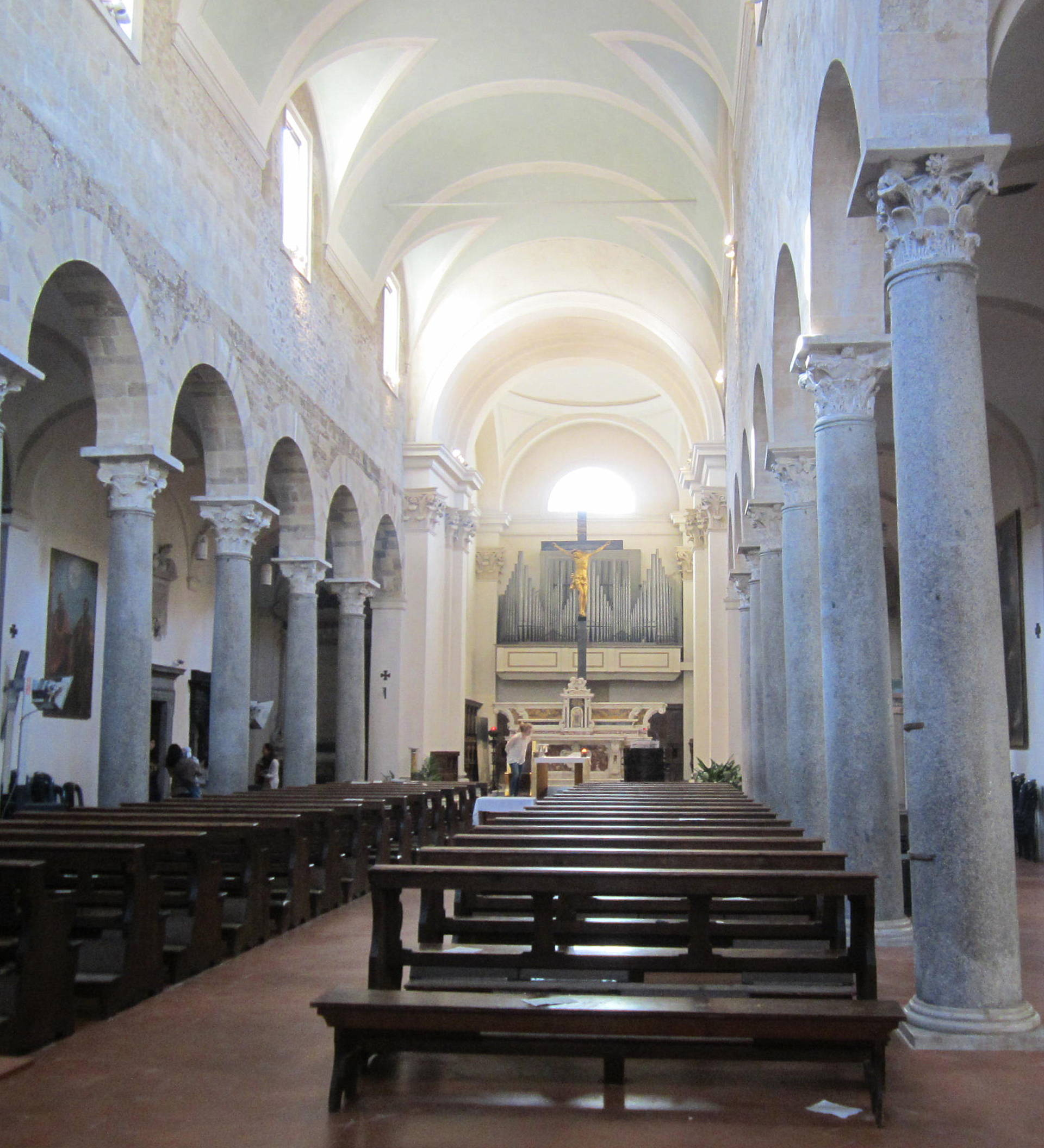
Interno

Esternamente la chiesa è caratterizzata dalla facciata a salienti, che ha le decorazioni tipiche dell'architettura pisana dell'epoca introdotte da Buscheto sulle fiancate della cattedrale di Pisa (arcate cieche, losanghe, bicromia); l'architrave del portale maggiore, di manifattura romana, è costituito da un cornicione del IV secolo opportunamente riadattato, mentre alla sinistra del portale stesso vi è un'iscrizione apotropaica dell'VIII secolo circa. In posizione arretrata sorge la torre campanaria, probabilmente del XIII secolo con sopraelevazione successiva.
L'interno ha una struttura basilicale a tre navate e otto campate e conserva archi a tutto sesto retti da colonne e capitelli marmorei in stile corinzio del periodo romanico (XI-XII secolo). 
Lungo le navate minori si aprono otto cappelle laterali. La prima di sinistra, fatta erigere dalla famiglia Pesciolini nel 1607 su progetto di Giovanni Ambrogio Mazenta, dei Barnabiti, ospita un Crocifisso sagomato e dipinto della metà del XII secolo e alcuni dipinti di Ventura Salimbeni con episodi tratti dalla Legenda Aurea, quali l'Invenzione della Croce (tela sulla parete di sinistra) e Eraclio che riporta a Gerusalemme la Croce (tela sulla parete di destra) e l'Esaltazione della Croce (affresco della volta). La seconda è dedicata ai santi martiri Lorenzo e Gaetano, con altare di Giovan Battista Stagi (1652). Nella terza (intitolata alla Madonna di Lourdes, in origine a San Carlo Borromeo) vi sono altre due tele del Salimbeni, l'Annunciazione (a sinistra) e l'Adorazione dei Pastori, entrambe del 1607 circa, mentre lungo le pareti della navata di sinistra vi sono due quadri di Ranieri Borghetti, raffiguranti rispettivamente i Santi Paolo e Bartolomeo e San Paolo in gloria, entrambi della prima metà del XVII secolo.

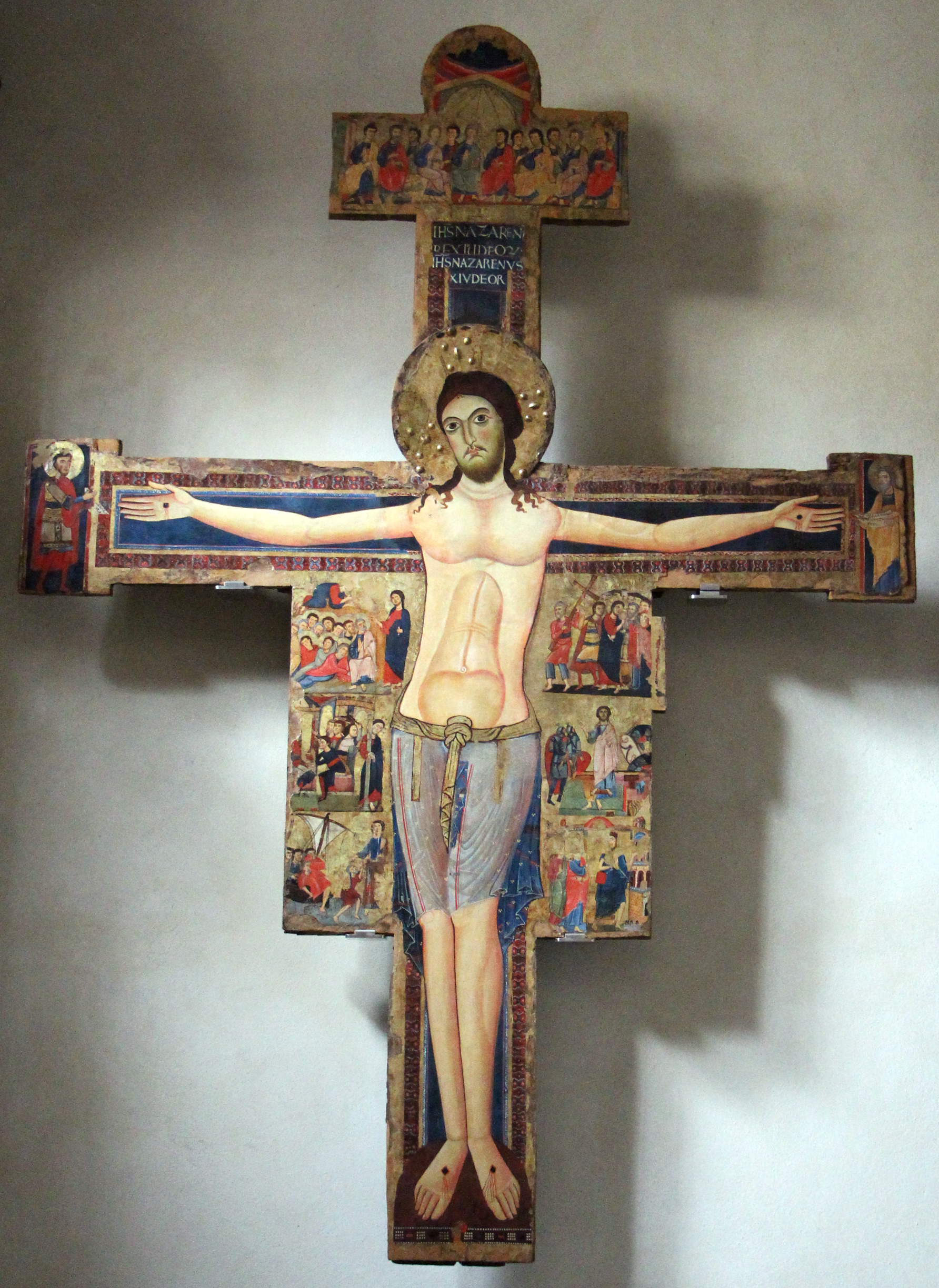
Crocifisso della metà del XII secolo di ignoto artista

La prima cappella di destra accoglie il fonte battesimale di Mario Bertini (1953), in porfido rosso. Segue la Cappella del Cuore Immacolato di Maria che ospita una statua lignea dipinta policroma della Madonna databile tra la fine del XVII secolo e gli inizi di quello successivo. La terza cappella, al di sotto del cui altare vi sono le spoglie mortali del beato Bartolomeo Aiutamicristo, è dedicata a San Francesco e venne edificata nel 1608 da Gino di Stoldo Lorenzi. Lungo le pareti della navata destra vi sono due dipinti: l'Adorazione dei Magi di Aurelio Lomi (1604) e San Carlo Borromeo in preghiera davanti alla Madonna di Clemente Bocciardo (tra il 1639 e il 1658).
I confessionali in pietra lungo le pareti delle due navate sono quattro e degno di particolare nota è l'imponente monumento funebre di Giovanni Battista Ruschi (professore di filosofia, medicina e anatomia a Pisa nel XVII secolo), a metà della navata laterale di destra, del 1753.
In fondo alle navate minori, ai lati dell'abside, si aprono due ulteriori cappelle: quella di destra è dedicata a san Paolo apostolo (con sulla parete destra una tela seicentesca di ambito pisano della Madonna col Bambino tra i santi Michele e Agostino), mentre quella di sinistra a santa Brigida di Svezia. Quest'ultima ospita sull'altare una pala con Santa Brigida tentata dal demonio di Alessandro Tiarini (1610 circa); dello stesso autore sono quelli sulle pareti laterali, a sinistra Santa Brigida accoglie una novizia e a destra Miracolo presso la tomba di santa Brigida (entrambi del 1607 circa), mentre l'affresco della cupola con Dio Padre in gloria tra angeli è di Rutilio Manetti (1612).
La navata maggiore, coperta dalla volta a botte seicentesca, termina con l'abside quadrangolare introdotta da un arco a tutto sesto su lesene corinzie ed illuminata da una finestra a lunetta che si apre nella parete di fondo; l'altare maggiore in marmi policromi venne realizzato nel 1772 su progetto di Giovanni Battista Tempesti ed è sormontato da un Crocifisso ligneo di Giuseppe Giacobbi, del XVII secolo. Alle sue spalle, gli stalli lignei del coro scolpiti nel 1570 da Cosimo Arrighi per la chiesa di Santo Stefano dei Cavalieri e ivi trasferiti nel XIX secolo. Sulla cantoria al di sopra di essi vi è l'organo a canne, costruito dalla Agati-Tronci nel 1910 per la comunità ebraica di Livorno e concesso alla Chiesa a metà degli anni '50. 
Gennai Loriano, organista titolare dagli anni '50 al 1983. Il figlio Giovanni esordì nella Messa di Natale del 1982 (vedi Vita Nova del periodo).

## Associazioni
Presso i locali della chiesa trovano spazio molte associazioni e movimenti. In San Frediano hanno sede il circolo pisano del Movimento studenti di Azione cattolica (MSAC), il Gruppo universitari di San Frediano (GrUSF) e l'Associazione "Sante Malatesta Onlus" che assiste gli studenti universitari stranieri a Pisa, provenienti da Paesi in guerra o afflitti da povertà, problemi sociali o politici.

## Galleria d'immagini

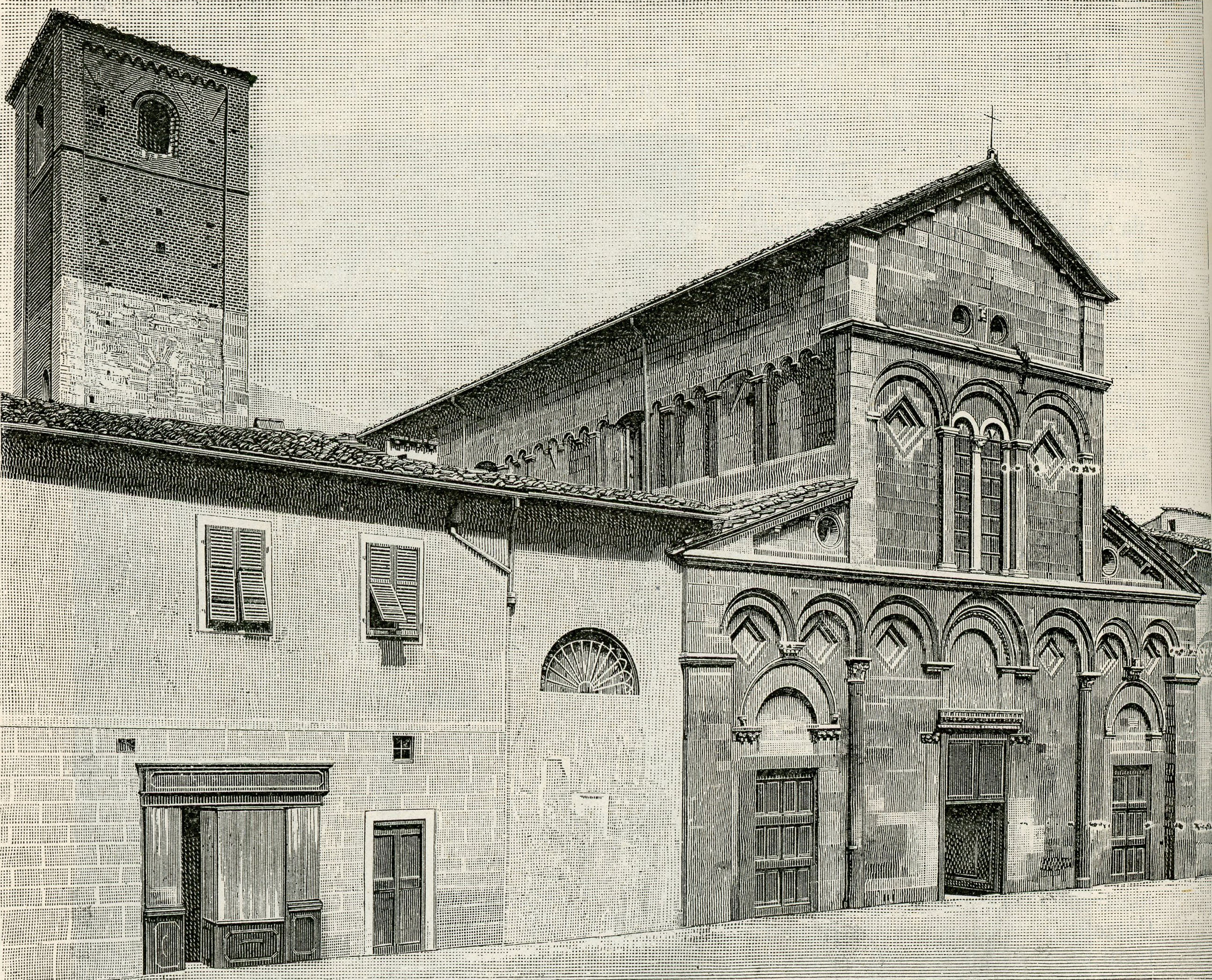
Esterno nel 1910
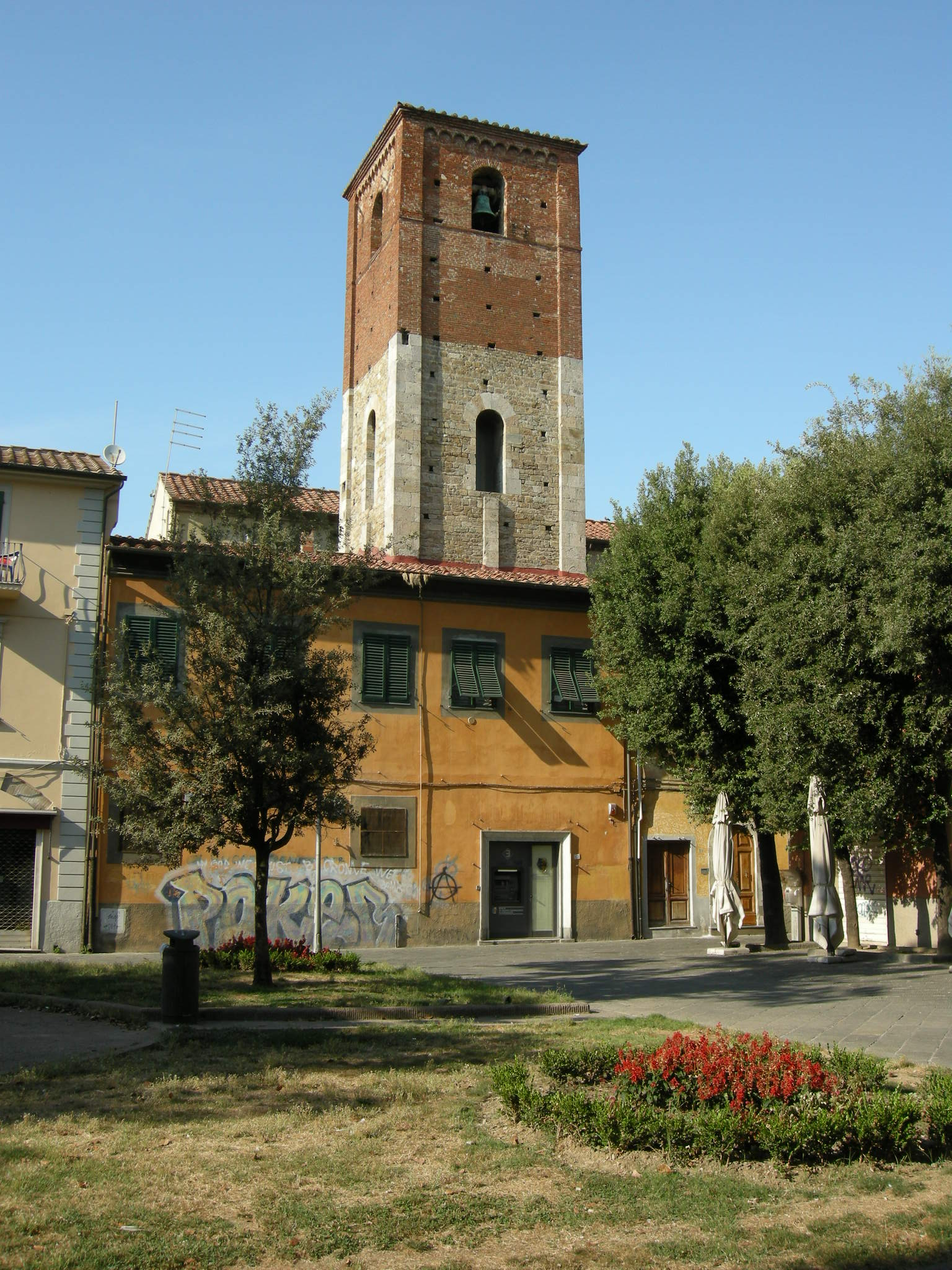
Campanile
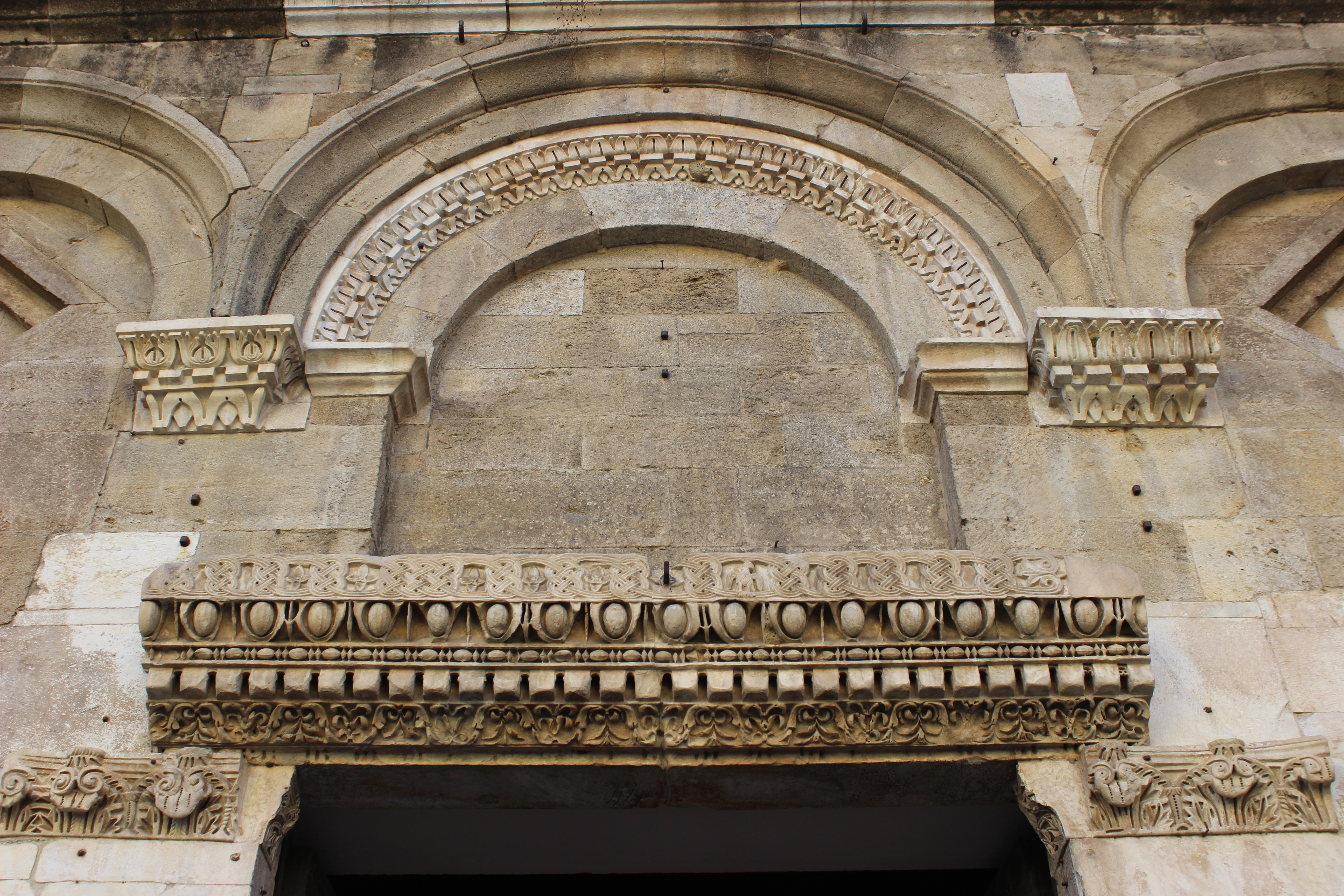
Architrave del portale centrale
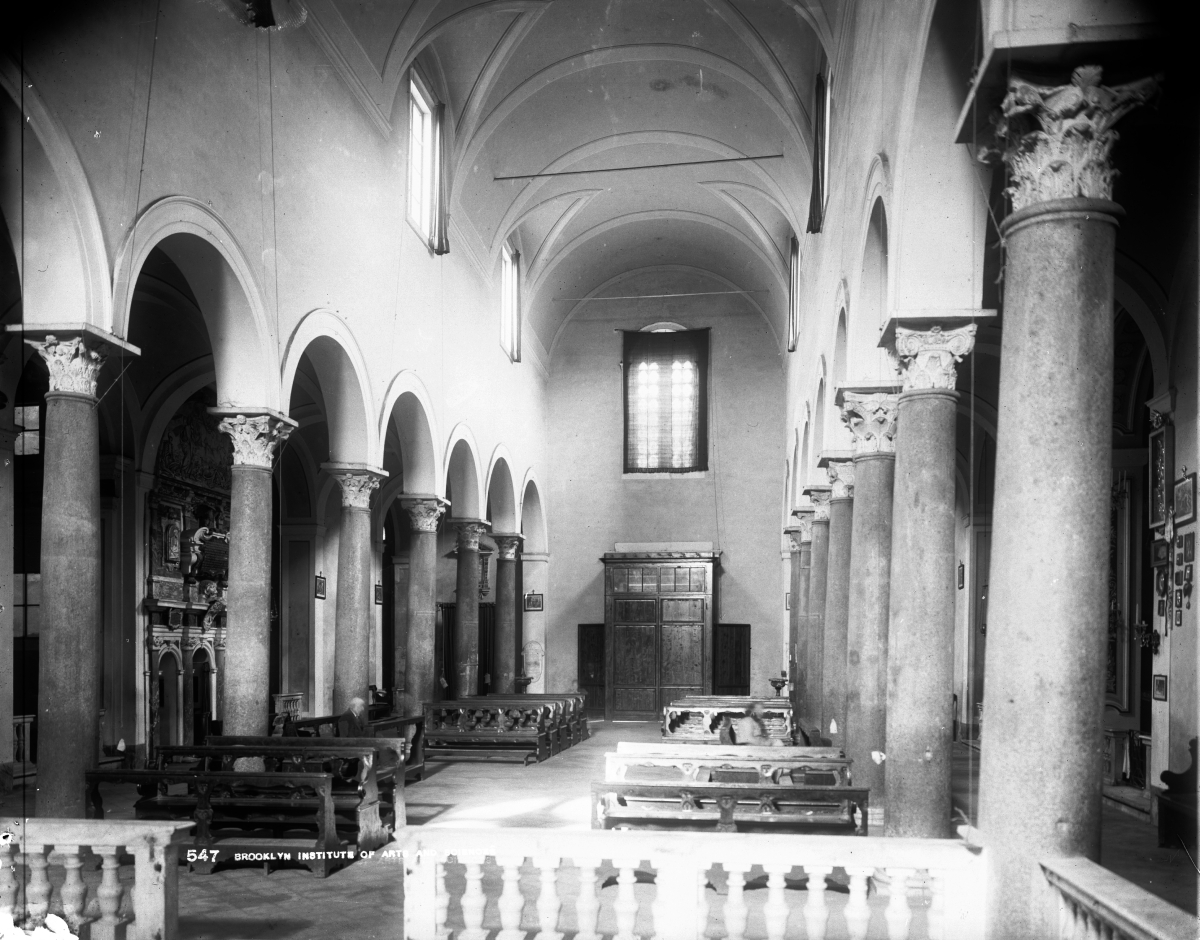
Interno verso la controfacciata prima del 1923
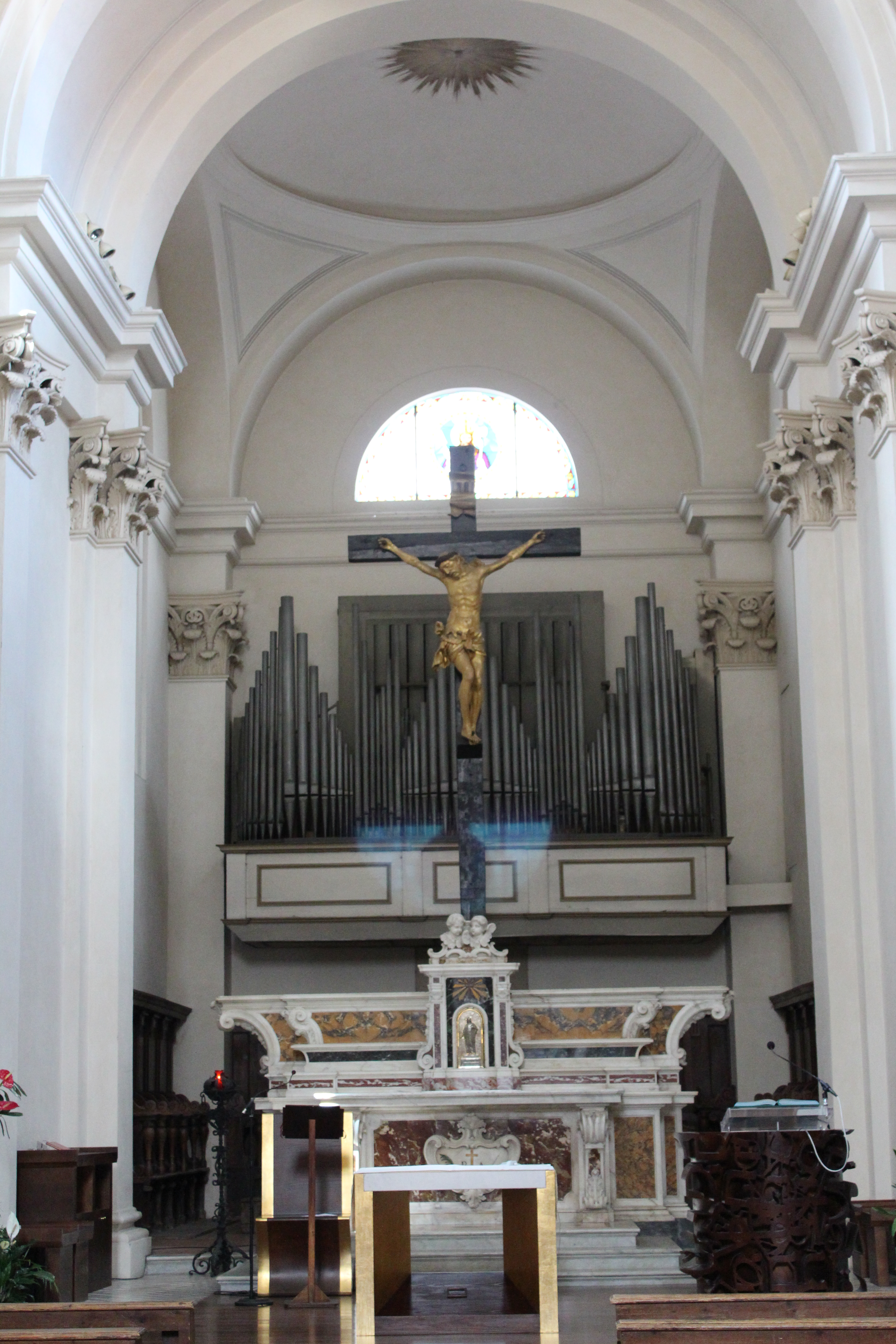
Abside e presbiterio
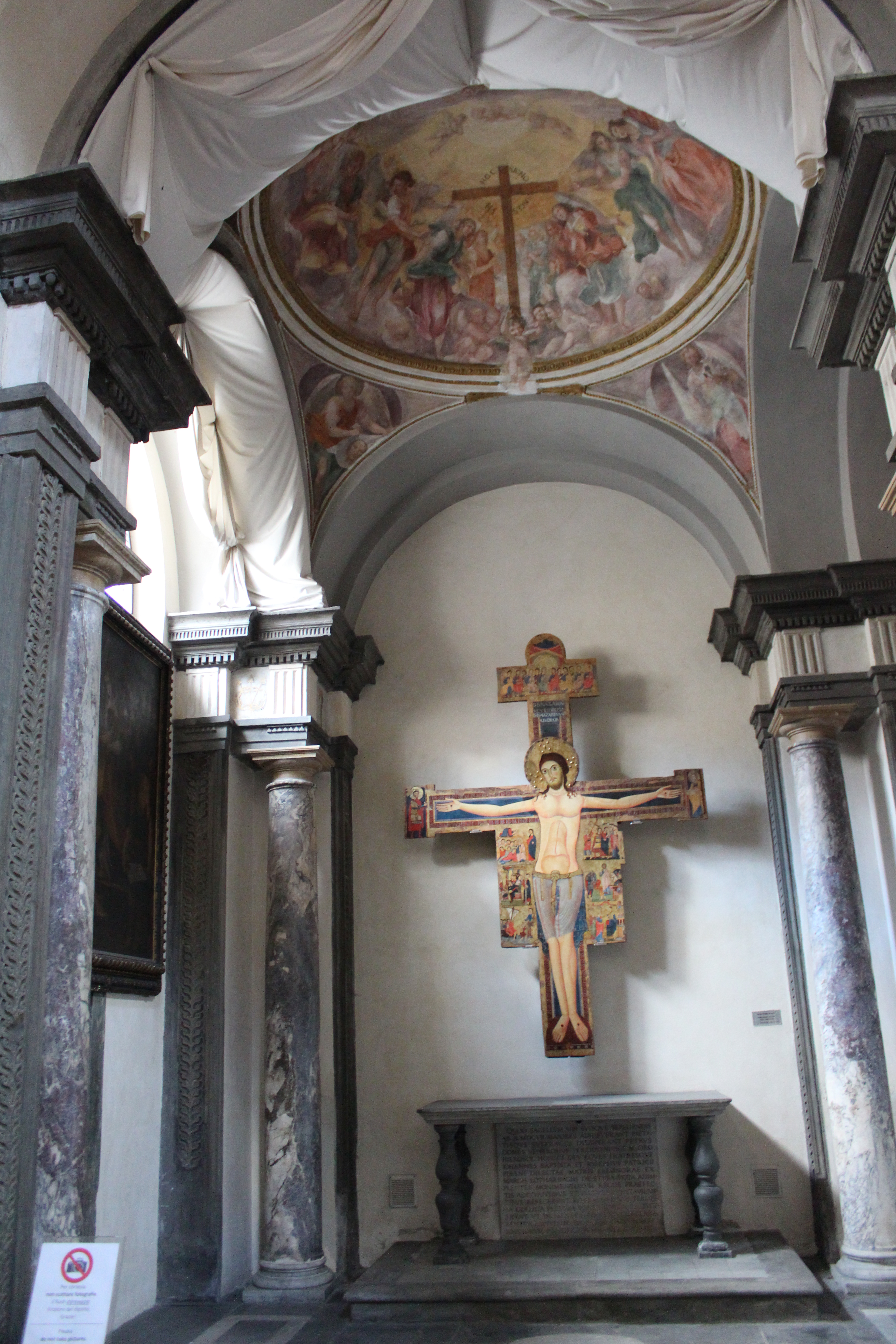
Cappella Pesciolini col crocifisso
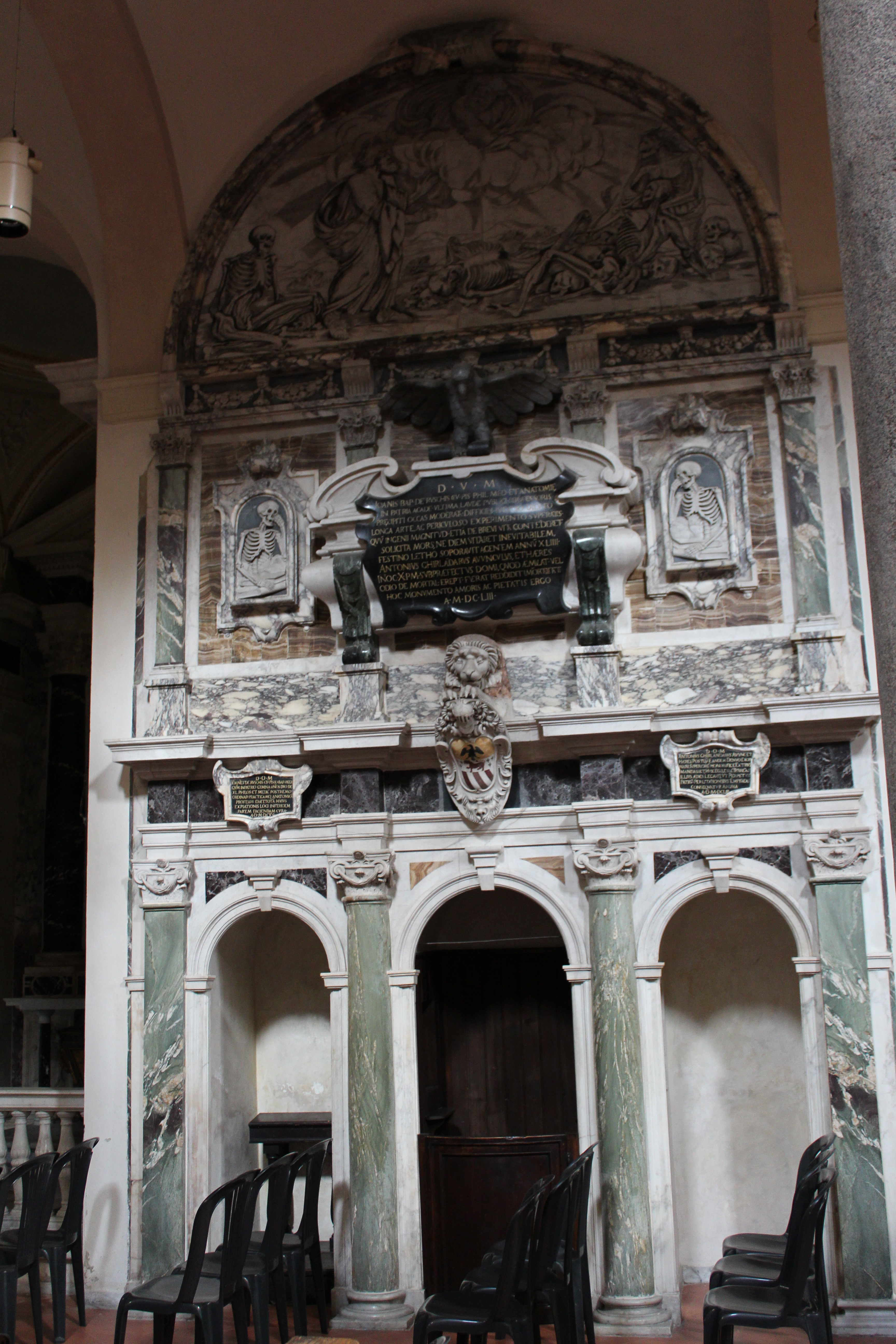
Monumento funebre di Giovanni Battista Ruschi